# Roman Eremenko
Roman Eremenko (rusky Роман Алексеевич Ерёменко, transkripcí Roman Alexejevič Jerjomenko; * 19. března 1987, Moskva, Sovětský svaz) je finský fotbalový záložník a reprezentant ruského původu, který od roku 2014 hraje v ruském klubu CSKA Moskva. V letech 2011 a 2014 získal ve Finsku ocenění Fotbalista roku.
Jeho otec Alexei je bývalý fotbalista a bratr Alexei je stále aktivním fotbalistou.

## Klubová kariéra

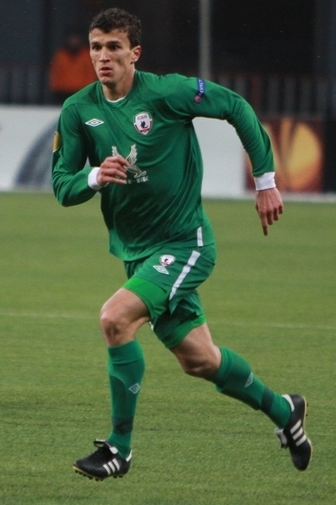
Roman Eremenko v dresu FC Rubin Kazan

30. srpna 2011 podepsal i se svým starším bratrem Alexejem smlouvu s ruským klubem FK Rubin Kazaň.
V Evropské lize 2012/13 Rubin postoupil ze základní skupiny do šestnáctifinále, v němž zdolal obhájce prvenství Atlético Madrid (výhra 2:0 venku a prohra 0:1 doma). V osmifinále přešel přes další španělský klub Levante (0:0 venku, Eremenko viděl žlutou kartu, a výhra 2:0 po prodloužení na domácím hřišti). Roman nastoupil vždy v základní sestavě. V prvním zápase čtvrtfinále Kazaň podlehla Chelsea FC v Londýně 1:3, Eremenko odehrál opět celé střetnutí. Nastoupil v základní sestavě i do odvetného utkání čtvrtfinále 11. dubna 2013, FK Rubin Kazaň jej vyhrál 3:2, což k postupu do semifinále soutěže nestačilo.
V odvetě třetího předkola Evropské ligy 2013/14 8. srpna 2013 se jednou brankou podílel na výhře 2:0 proti hostujícímu dánskému týmu Randers FC, Kazaň po vítězství 2:1 z prvního utkání postoupila do 4. předkola (resp. play-off). 3. září 2013 v základní skupině Evropské ligy vstřelil gól v domácím utkání proti belgickému celku SV Zulte-Waregem, střetnutí skončilo výhrou Kazaně 4:0.
14. září 2016 po zápase CSKA Moskva v Lize mistrů UEFA proti německému týmu Bayer 04 Leverkusen (remíza 2:2) odhalila dopingová kontrola v Eremenkově těle stopy kokainu a udělila mu dvouletý distanc.

## Reprezentační kariéra
Hrál za finský reprezentační výběr do 21 let.

### A-mužstvo
V A-mužstvu Finska debutoval 6. června 2007 v přátelském střetnutí proti hostující reprezentaci Belgie, nastoupil v základní sestavě, Finsko zápas vyhrálo 2:0. Svůj první gól zaznamenal 3. března 2010 v přátelském utkání proti domácí Maltě (konečný výsledek 2:1 pro Finsko).
10. září 2013 vstřelil vítězný gól z pokutového kopu v kvalifikačním utkání proti domácí Gruzii, Finsko zvítězilo 1:0, ale šanci na postup na Mistrovství světa 2014 v Brazílii už nemělo.

### Reprezentační góly
Góly Romana Eremenka v A-mužstvu Finska
| 010                   | 3. 3. 2010  | Národní stadion Ta' Qali, Ta' Qali, Malta  | Malta   | 01:1 0(66.) | 1:2 | přátelský zápas        |
| 02                    | 26. 5. 2012 | Red Bull Arena, Salcburk, Rakousko         | Turecko | 00:1 0(19.) | 2:3 | přátelský zápas        |
| 03                    | 10. 9. 2013 | Stadion Micheila Meschiho, Tbilisi, Gruzie | Gruzie  | 00:1 0(74.) | 0:1 | kvalifikace na MS 2014 |
| Platí k 12. září 2013 |             |                                            |         |             |     |                        |